# Sint-Antoniuskerk (Düsseldorf)
De Sint-Antoniuskerk (St. Antoniuskirche) is een beeldbepalende rooms-katholieke kerk in Oberkassel, een stadsdeel in Düsseldorf.

## Beschrijving en geschiedenis
De Sint-Antoniuskerk werd van 1905 tot 1910 gebouwd door de architect Josef Kleesattel. Wegens acuut geldgebrek moesten er bij de voltooiing ten koste van het interieur compromissen worden gesloten.
De beschadigingen van de kerk uit de Tweede Wereldoorlog werden in 1974 hersteld. Tussen 1984 en 1986 werd het interieur naar ontwerp van Gerhard Wind gerenoveerd.
Het kerkgebouw betreft een drieschepige basiliek met twee hoofdtorens en een vieringtoren, bestaande uit een zwaar uitgevoerde rechthoekige toren met vier kleine hoektorens. De toegepaste stijl is vroegromaans.

## Orgel
In 2012 werd er in de kerk een nieuw koororgel geïnstalleerd. Hierbij werd gebruikgemaakt van materiaal van het orgel uit de voormalige Christus-Koningkerk. Het orgel kreeg bij de wijding daarom de naam Christus-Koning-orgel. Het hoofdorgel van de kerk is in slechte staat en door het uitvallen van registers steeds moeilijker bespeelbaar. De kerk probeert de financiële middelen te verwerven voor de noodzakelijke renovatie van het hoofdorgel